# Пантера (геральдика)
Панте́ра (англ. і нім. Panther, нім. Panthera, італ. La Dolce) — у геральдиці гербова фігура або щитотримач у вигляді химерного звіра, подібного до лева або дракона. Належить до негеральдичних фігур. Має міцні лапи і хвіст лева, голову віслюка або коня, вуха і роги бика, довгу шию, а також пащу, з якої виривається вогонь. Зображується по-різному, залежно від епохи та геральдичних традицій регіону: із передніми лапами у вигляді пазурів орла, із вогнем із вух або пахвини, з головою зайця, без рогів тощо. Фігурує переважно в геральдиці Австрії, Німеччини, Великої Британії, Італії. Походить від міфічної пантери, уявної тварини середньовічних бестіаріїв. Вперше згадується у «Фізіолозі» як тварина, що притягує інших звірів, але відлякує дракона. У народній міфології інколи уособлювала Христа. До реальної біологічної пантери стосунку немає, хоча в новітній геральдиці країн Азії чи Африки часто фігурує реальний, а не уявний звір. Найвідоміший герб із пантерою — стародавній герб Штирії, складової сучасної Австрії. Інша назва — панти́ра (нім. Pantier, Panthier).

## Галерея

Штирія
Кісслегг
Пассау
Баварія